# Damián Tintorelli
Damián Ezequiel Tintorelli (Junín, 4 dicembre 1981) è un cestista argentino con cittadinanza italiana.

## Palmarès
- Liga Sudamericana (2008)